# Killingworth (Connecticut)
Killingworth es un pueblo ubicado en el condado de Middlesex en el estado estadounidense de Connecticut. En el año 2020 tenía una población de 6,174 habitantes y una densidad poblacional de 175 personas por km².

## Geografía
Killingworth se encuentra ubicada en las coordenadas 41°22′50″N 72°34′35″O / 41.38056, -72.57639.

## Demografía
Según la Oficina del Censo en 2000 los ingresos medios por hogar en la localidad eran de $80,805 y los ingresos medios por familia eran $87,874. Los hombres tenían unos ingresos medios de $61,650 frente a los $38,289 para las mujeres. La renta per cápita para la localidad era de $31,929. Alrededor del 0.7% de la población estaban por debajo del umbral de pobreza.